# Ресићи
Ресићи су насељено мјесто у општини Рудо, Република Српска, БиХ. Према попису становништва из 1991. у насељу је живјело 277 становника.

## Географија
Ресићи су смештени на северозападним обронцима града Рудо.

## Привреда
Становништво Ресића се углавном бави пољопривредом, воћарством и сточарством, док је веома мали број житеља овог села званично запослено.

## Становништво
Ресићи су, као и већина насељених места у општини Рудо, депопулацијске природе (број становника се из године у годину смањује).
| Националност       | 1991. | 1981. | 1971. | 1961. |
| Срби               | 277   |       |       |       |
| Југословени        | 1     |       |       |       |
| Муслимани          | 1     |       |       |       |
| Хрвати             | 1     |       |       |       |
| остали и непознато |       |       |       |       |
| Укупно             | 280   |       |       |       |

| Демографија | Демографија | Демографија |
| Година      | Становника  | Становника  |
| ----------- | ----------- | ----------- |
| 1991.       | 280         |             |